# Everybody (Tanel Padar en Dave Benton)
Everybody (Nederlands: Iedereen) is een lied van Tanel Padar, Dave Benton en 2XL. Het won in 2001 het Eurovisiesongfestival voor Estland met 198 punten. Het was de eerste overwinning van Estland op het festival.
Padar en 2XL (bestaande uit Lauri Pihlap, Kaido Põldma, Sergei Morgun en Indrek Soom) komen uit Estland, terwijl Benton op Aruba geboren is. Benton werd met zijn overwinning de oudste én de eerste donkere winnaar van het Eurovisiesongfestival.
Everybody is geschreven door Maian-Anna Kärmas en gecomponeerd door Ivar Must, die in 1994 ook verantwoordelijk was voor de Estse inzending Nagu merelaine.